# متلازمة اليد الغريبة
متلازمة اليد الغريبة (بالإنجليزية:  Alien Hand Syndrome)‏ وتسمى أيضا باليد الفوضوية أو متلازمة اليد الملقوفة أو متلازمة الدكتور سترينجغلوف، هي حالة مزمنة يعاني فيها الإنسان من عدم القدرة على التحكم بحركات يده. هي عبارة عن أعراض ناجمة عن إصابة في المخ وتكثر في الحالات التي يكون فيها الشخص معتمدا على نصف واحد من نصفي المخ، وقد يكون السبب إصابة في منطقة الجسم الثفني (Corpus callosum) أو بعد القيام بعمل جراحي للدماغ، أو الإصابة بالسكتات الدماغية أو أورام مرتبطة بالدماغ. الإنسان المصاب بهذه المتلازمة يعاني من عدم القدرة على التحكم بحركات يده حيث تتصرف من تلقاء نفسها ولكنها في نفس الوقت غير قادرة على السيطرة على تحركاتها. ولا يشعر الفرد أنها جزء من الجسم، بمعنى أن اليد تصبح كما لوكانت جسداً منفصلاً. أول حالة معروفة وصفت في الأدبيات الطبية، ظهرت في تقرير حالة مفصلة نشرت باللغة الألمانية في عام 1908 من قبل الطبيب النفسي أخصائي الأعصاب الألماني كورت غولدشتاين. حيث وصف غولدشتاين في تقريره عن امرأة أصيبت بجلطة أثرت على جانبها الأيسر، وأصبحت يدها اليسرى وكأنها لشخص آخر.

## الأعراض
1. القيام بسلوكيات غير هادفة. مثل شد الشعر وتمزيق الملابس أو لمس أجزاء من الجسم في المناطق التناسلية أمام الآخرين.
2. تناول الطعام بشكل غير صحيح، مثل ملئ الفم بالطعام بشكل كثيف.
3. تصبح اليد المتأثرة غرض تهديد للمصاب وللآخرين، حيث تقوم بعض الاحيان بالضرب أو الخنق.
4. تقمص أسماء غريبة وشخصيات مختلفة، حيث يصل بعض المرضى إلى حد ربط شخصية مختلفة بنفسه بل وأحيانا اسم مختلف مثلا يقول:«أن هذه اليد هي لشخص آخر».

## الأسباب
السبب المباشر لهذه المتلازمة غير معروف، ولكن المختصون ربطوها بتلف في الجسم الثفني ( corpus callosum)، الذي يمكن ان يتعرض للإصابة اما عن طريق عمل جراحي لفصي الدماغ حيث يرسل الدماغ اشارات كهربائية غير طبيعية، السكتة الدماغية، التهاب، ورم، تمدد الأوعية الدموية وظروف الدماغ التنكسية مثل مرض الزهايمر و مرض كروتزفيلد جاكوب. والمناطق الأخرى من الدماغ التي ترتبط مع متلازمة اليد الغريبة هي الجبهي، والقذالي فصوص الجداري.

## العلاج
لا يوجد علاج معروف لهذه المتلازمة، لكن هناك طرق وأساليب لزيادة تحكم العقل في اليد المصابة وتقليل حركاتها اللاإرادية، ومن ذلك إشغال اليد بشيء تعمله لكي يصل تدريجيا إلى شيء من التحكم بيده.

## وصلات خارجية
- Recent review article on Alien Hand Syndrome by LA Scepkowski & A Cronin-Golomb
- Editorial paper regarding the different forms of Alien Hand Syndrome by G Goldberg
- Recent review article from the Archives of Neurology by I. Biran and A. Chatterjee
- Information about the rare disorder، as well as how many times it has influenced the media.
- BBC Video: Woman with Alien Hand Syndrome